# Rhitymna
Genre
Rhitymna est un genre d'araignées aranéomorphes de la famille des Sparassidae.

## Distribution
Les espèces de ce genre se rencontrent en Asie du Sud-Est, en Asie de l'Est, en Asie du Sud et en Afrique de l'Est.

## Liste des espèces
Selon World Spider Catalog (version 24, 21/07/2023) :
- Rhitymna ambae Jäger, 2003
- Rhitymna bicolana (Barrion & Litsinger, 1995)
- Rhitymna cursor (Thorell, 1895)
- Rhitymna deelemanae Jäger, 2003
- Rhitymna flava Schmidt & Krause, 1994
- Rhitymna flores Jäger, 2019
- Rhitymna gerdmangel Jäger, 2019
- Rhitymna imerinensis (Vinson, 1863)
- Rhitymna kananggar Jäger, 2003
- Rhitymna macilenta Quan & Liu, 2012
- Rhitymna merianae Jäger, 2019
- Rhitymna occidentalis Jäger, 2003
- Rhitymna pinangensis (Thorell, 1891)
- Rhitymna plana Jäger, 2003
- Rhitymna pseudokumanga (Barrion & Litsinger, 1995)
- Rhitymna senckenbergi Jäger, 2019
- Rhitymna simplex Jäger, 2003
- Rhitymna tangi Quan & Liu, 2012
- Rhitymna tuhodnigra (Barrion & Litsinger, 1995)
- Rhitymna verruca (Wang, 1991)
- Rhitymna xanthopus Simon, 1901

## Systématique et taxinomie
Ce genre a été décrit par Simon en 1897 dans les Clubionidae.

## Publication originale
- Simon, 1897 : Histoire naturelle des araignées. Paris, vol. 2, p. 1-192 (texte intégral).